# Liste der Museen in Liechtenstein
Dies ist eine Liste der Museen in Liechtenstein. Das Fürstentum Liechtenstein hat insgesamt 19 Museen.

## Museen
- Liechtensteinisches Landesmuseum, Vaduz
  - Bäuerliches Wohnmuseum, Schellenberg
  - Postmuseum, Vaduz
  - Schatzkammer Liechtenstein, Vaduz
- Kunstmuseum Liechtenstein mit Hilti Art Foundation, Vaduz
- Kunstraum Engländerbau, Vaduz
- Alter Pfarrhof, Balzers
- Gasometer Triesen
- Lawena Museum, Triesen
- Walsermuseum, Triesenberg
- DoMuS, Schaan
  - Landweibels-Huus, Schaan
- Pfrundhaus, Eschen
- Mühle, Eschen
- Kulturhaus Rössle, Mauren
- MuseumMura, Mauren
- Küefer-Martis-Huus, Ruggell
- Uhrenmuseum Kurt Beck, Vaduz